# 陈邦宪
陈邦宪（1914年—1968年4月15日），江苏嘉定县钱门乡人，中华人民共和国医学家。在民國期間任上海市衛生局防疫處長，並同時被提升為副教授。而在共和國期間他出任過上海仁濟醫院醫務院長、第一院长等职务。還參加上海第三批抗美援朝志願醫療手術隊，並擔任第十大隊隊長。文化大革命爆發後，他受到迫害。1968年4月15日，受清隊運動影響，陳邦憲跳樓自殺。

## 生平
陈邦宪出生于当地望族。1926年，进入上海南洋高级职业学校和育才公学学习。1929年，转入上海圣约翰大学附中高中部后，直升圣约翰大学医学院，1935年毕业获得理科学士学位。1937年，在上海市伤兵医院和难民医院实习。1938年，获圣约翰大学医学院医学博士学位，毕业后留校当外科助教，其间兼任圣约翰大学附属同仁医院代理住院总医师。1939年3月，奔赴内地参加抗日战争，在滇缅公路西南运输处所属的芒市医院（又称西南运输处中心医院）担任院长。
1942年12月，至中央实验院任医师。1943年3月，任中国盲民福利协会主任干事，其间并兼任重庆沙眼防治所所长。抗日战争结束后，陈邦宪随同国民政府接管上海市卫生局。1945年9月至1946年3月，出任上海市卫生局防疫保健处长。1946年2月，兼任圣约翰大学医学院公共卫生学讲师。同年夏天，赴美国哈佛大学公共卫生学院学习。1948年秋硕士毕业。回国后任上海市卫生局防疫处长，同时被提升为副教授。
中华人民共和国成立后，陈邦宪接替其兄陈邦典，出任上海仁济医院医务主任、院长。1952年10月，上海第二医学院成立后，华东军政委员会卫生部接办仁济医院，交给上海第二医学院作为其附属医院。1952年12月，仁济医院正式改为上海第二医学院附属仁济医院，陈邦宪任第一院长，兼任上海第二医学院公共卫生学教研组主任。接办后，医院设有医务部、护理部，医疗科室有内科组、外科组、妇产科组、齿科、放射科、检验科、药剂科、保健科和病历室，全院床位300张，职工444人。之后他不断扩建医院设备，设立门诊部专管门急诊工作、教学研究委员会协调教学工作；在医疗设置上将内科组、外科组改为大内科、大外科；儿内科、神经科、肺科独立建科；大内科分为消化、心血管、肾脏、内分泌、血液五个专业；大外科分成普外、骨科、胸外、泌尿、整形、麻醉六个专科，医院规模不断扩建。
1952年，他还参加上海第三批抗美援朝志愿医疗手术队，并担任第十大队队长。1954年，他调任上海第二医学院公共卫生学教研组主任。之后担任中华医学会上海分会卫生学会副主任委员。1955年，加入九三学社。合编《卫生学》、《流行病学》等。文化大革命爆发后，他受到迫害。1968年4月15日，受清队运动影响，陈邦宪跳楼自杀。

## 家族
父亲陈传德（1883年－1954年），字仲达，江苏嘉定人，毕业于上海复旦公学，曾任嘉定县县长、无锡县县长、复旦大学中文系教授等。兄陈邦典、弟陈邦本。